# Lynda Baron
Lynda Baron, all'anagrafe Lilian Baron (Urmston, 24 marzo 1939 – 5 marzo 2022) è stata un'attrice britannica, attiva in campo televisivo, teatrale e cinematografico.

## Biografia
Dopo gli studi alla Royal Academy of Dance, Baron fece il suo debutto nel mondo dello spettacolo con il teatro di repertorio e nei musical del West End. Attiva soprattutto in campo televisivo, ha recitato nelle serie Z Cars, Holby City, EastEnders e Coronation Street, per cui fu candidata ai British Academy Television Awards nel 2011. Ha recitato anche in alcuni film, come Yentl con Barbra Streisand e Scoop di Woody Allen. Apprezzata interprete di musical, ha recitato nei musical Follies, Little Me e The Full Monty nel West End londinese.
È stata sposata con John M. Lee dal 1966 e la coppia ha avuto due figli, Sarah e Morgan. È morta nel 2022 all'età di 82 anni.

## Filmografia parziale

### Cinema
- Milioni che scottano (Hot Millions), regia di Eric Till (1968)
- Gli artigli dello squartatore (Hands of the Ripper), regia di Peter Sasdy (1971)
- Yentl, regia di Barbra Streisand (1983)
- Colour Me Kubrick: A True...ish Story, regia di Brian W. Cook (2006)
- Scoop, regia di Woody Allen (2006)
- Dream Horse, regia di Euros Lyn (2020)

### Televisione
- Doctor Who - serie TV, 3 episodi (1966-2011)
- Coronation Street - serie TV, 1 episodio (1997)
- Metropolitan Police - serie TV, 1 episodio (2000)
- Roma (Rome) - serie TV, episodio 1x06 (2005)
- EastEnders - serie TV, 32 episodi (2006-2016)
- Casualty - serie TV, 1 episodio (2009)
- Miss Marple (Agatha Christie's Marple) - serie TV, episodio 5x01 (2010)
- Padre Brown (Father Brown) - serie TV, 1 episodio (2017)